# Bihać
Bihać (serbisch-kyrillisch Бихаћ) (deutsch selten auch Bihatsch) ist eine Stadt im äußersten Nordwesten von Bosnien und Herzegowina. Sie liegt nahe der Grenze zu Kroatien am Fluss Una und ist Hauptort des Kantons Una-Sana in der Föderation Bosnien und Herzegowina. Die Gemeinde Bihać, die neben der eigentlichen Stadt auch das nähere Umland umfasst, hat etwa 61.000 Einwohner. Mehr als 90 % der Einwohner sind Bosniaken.

## Geografie
Die Stadt liegt im Tal der Una, welches sich hier zu einem breiten Talkessel (Bihaćka kotlina oder Bihaćko polje) ausdehnt. Ober- und unterhalb des Stadtgebietes verläuft der Fluss dagegen durch enge Schluchten. Südöstlich von Bihać erheben sich die Berge des Grmeč-Gebirges bis auf über 1100 m, im Westen verläuft die kroatische Grenze auf dem Bergzug der Plješevica, deren höchster Gipfel der Ozeblin mit 1649 m ist.
Das Gemeindegebiet setzt sich von Bihać aus noch etwa 40 km in südlicher Richtung schlauchförmig entlang der kroatischen Grenze bis hinter Kulen Vakuf fort und umfasst weitere Orte wie zum Beispiel Martin Brod und Donja Gata. Der südlichste Gemeindeteil ist Bosanski Osredci.

## Klima
Das Klima ist feucht-gemäßigt und mitteleuropäisch geprägt. Die Sommer sind warm und trocken, die Winter kalt mit reichlich Niederschlägen. Die Durchschnittstemperatur im Januar ist 0,4 °C, im Juli 21 °C. Die jährliche Durchschnittstemperatur liegt bei 10,6 °C; der durchschnittliche jährliche Niederschlag beträgt 1308 mm. Die tiefste jemals gemessene Temperatur lag bei −24,8 °C (am 24. Januar 1963), die höchste bei 38,6 °C (am 28. Juli 1983).

## Geschichte

### Frühgeschichte
Das Unatal scheint schon in vorgeschichtlicher Zeit besonders wichtig gewesen zu sein. Bei Ripač, etwa 10 km südöstlich von Bihać, wurden ausgedehnte Pfahlbauten gefunden, deren Beginn in die Bronzezeit reicht. Etwas näher bei Bihać, bei Jezerine, wurde ein großes Gräberfeld der La-Tène-Periode mit zahlreichen Urnen und wertvollen Beigaben entdeckt, ein anderes in Ribić, einem Vorort von Bihać.

### Bis 1918
Die Stadt wurde erstmals 1260 in einem Dokument des Königs Béla IV. erwähnt, wo sie als Eigentum des Zisterzienser-Klosters von Topusko bezeichnet wird. Die Stadt hieß in lateinischen Urkunden Castrum bichiciense, in deutschen Wihitsch. Im Mittelalter war Bihać zeitweise Sitz der kroatisch-ungarischen Könige. König Béla IV. ließ die Stadt im 13. Jahrhundert mit einem Mauerring umgeben, an dessen Stelle heute die Ringstraße verläuft. Vom 13. bis 16. Jahrhundert fand mehrmals in Bihać die Versammlung des kroatischen Sabors statt. 1592 wurde die Stadt von den Osmanen erobert und wurde Teil des Paschaliks Bosnien, dessen Geschichte es seitdem teilte. Als osmanische Festung nahe der Grenze zur österreichischen Militärgrenze wurde Bihać in den Türkenkriegen mehr als 63 Mal von den österreichischen Armeen belagert, doch nie eingenommen. Bihać galt damals aufgrund seiner hohen und starken Mauern als uneinnehmbar.

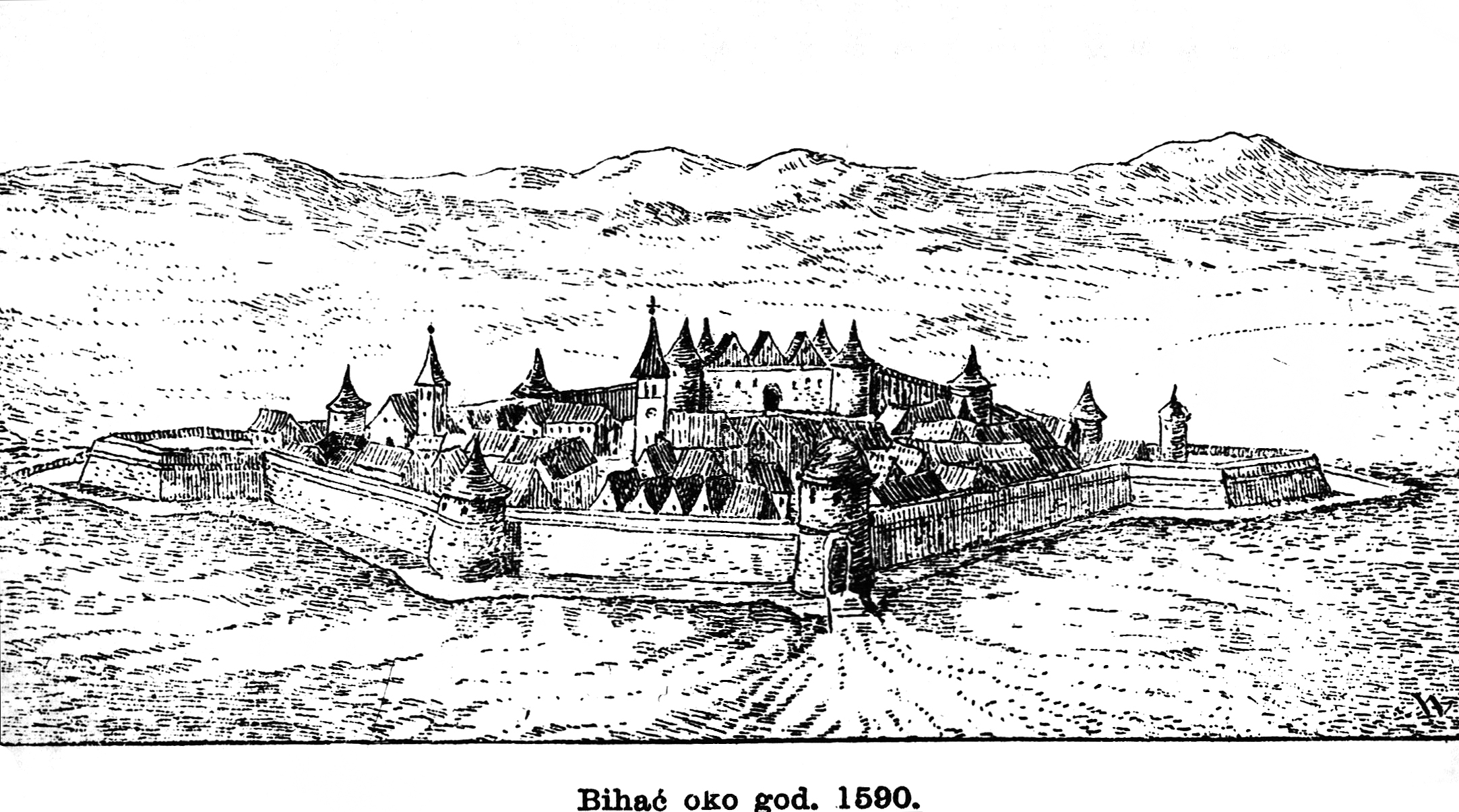
Kroatische Burg Bihać gegen 1590, vor der osmanischen Eroberung

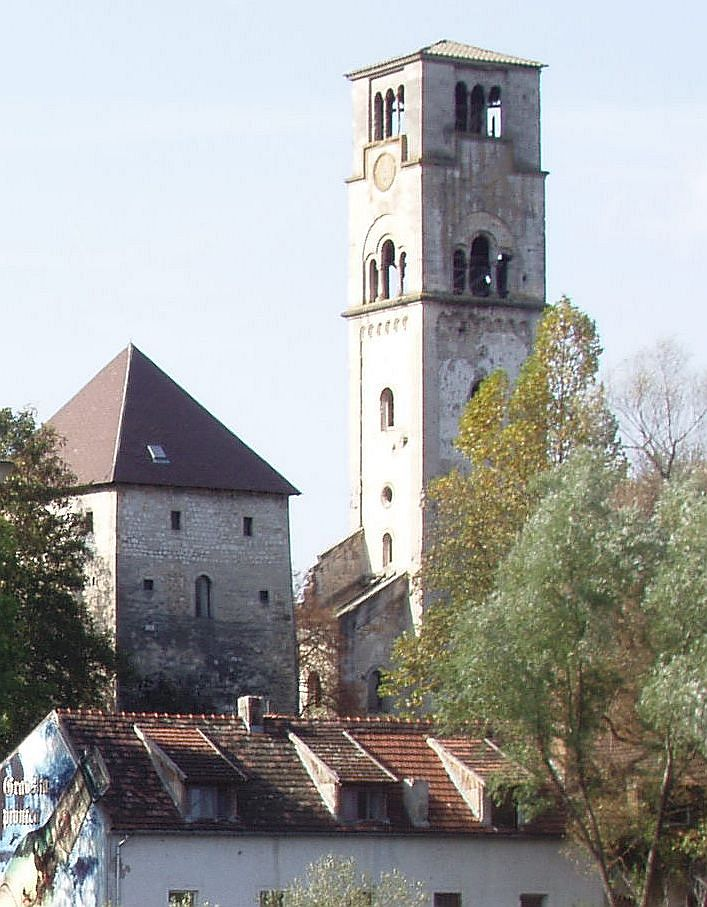
Kapitänsturm und Turm des Heiligen Antonius

Alija-Izetbegović-Brücke

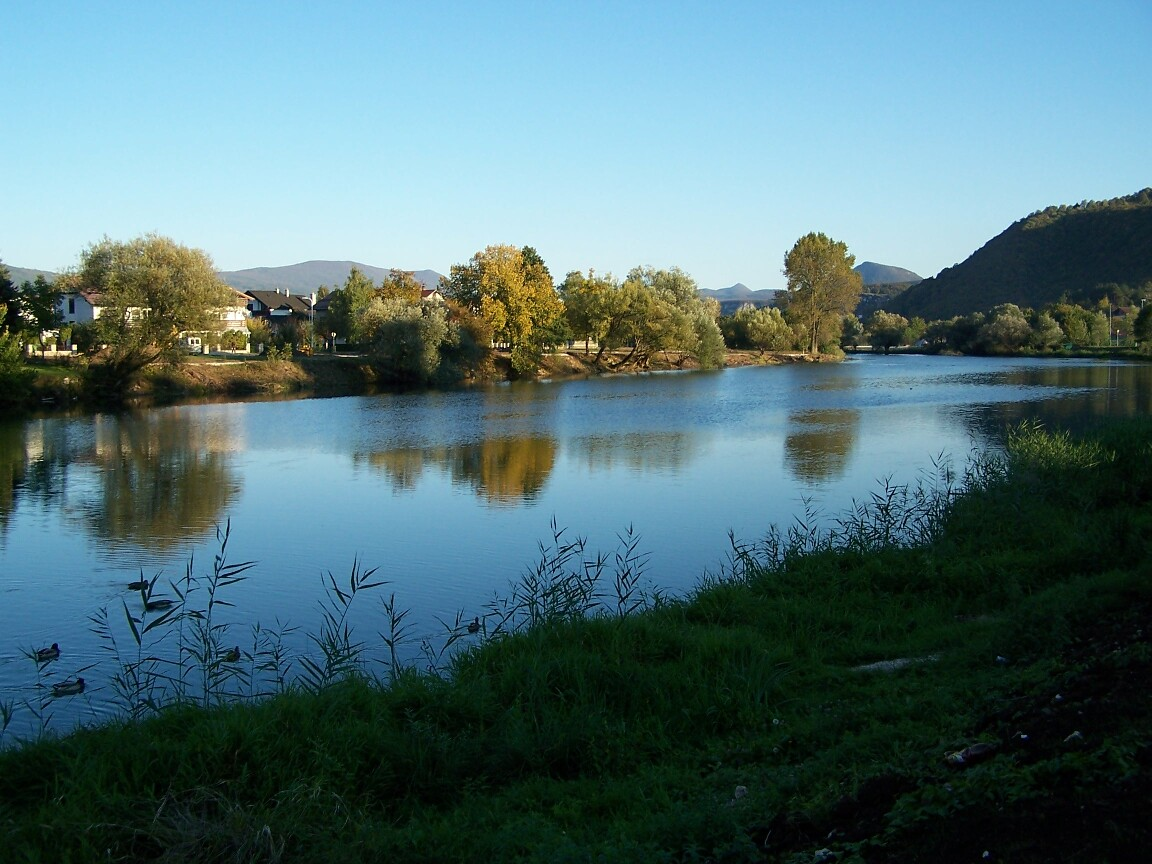
Una-Ufer bei Bihać

Infolge des Berliner Vertrags fiel 1878 die mehrheitlich von Muslimen bewohnte Stadt zusammen mit Bosnien-Herzegowina unter die Verwaltung Österreich-Ungarns. Aber erst im September 1878 wurde Bihać von österreichisch-ungarischen Truppen unter General Reinländer gegen heftigen Widerstand eingenommen. Ab 1888 wurden die Befestigungsmauern bis auf wenige Reste abgebaut.

### 1918 bis 1990
Nach dem Ende des Ersten Weltkriegs und dem daraus folgenden Zerfall von Österreich-Ungarn gehörte die Stadt zum neu gegründeten Königreich der Serben, Kroaten und Slowenen, das 1929 in Königreich Jugoslawien umbenannt wurde. Hier wurde Bihać Kreisstadt in der Banschaft von Vrbas. Im Zweiten Weltkrieg wurde Bihać am 13. April 1941 von deutschen Truppen besetzt und anschließend Teil des mit dem nationalsozialistischen Deutschland verbündeten Vasallenstaats Unabhängiger Staat Kroatien. Für die Opfer eines durch die Ustascha 1941 verübten Massakers wurde 1981 ein von Bogdan Bogdanović entworfener Gedenkpark in Garavice eingeweiht.
Bereits wenige Tage nach dem Überfall formierte sich in der Stadt und deren Umgebung der Widerstand gegen die Besatzung, der im April 1942 in der Übernahme der Stadt durch die Partisanen und der Ausrufung der Bihaćer Republik gipfelte. Am 26. und 27. November 1942 fand hier die erste Sitzung des Antifaschistischen Rats der Nationalen Befreiung Jugoslawiens (AVNOJ) statt, der die Basis für die spätere jugoslawische Regierung unter Tito bildete. Am 29. Januar 1943 gelang es den deutschen Truppen, die Stadt wieder einzunehmen. Sie blieb bis zu ihrer Befreiung durch die Jugoslawische Volksbefreiungsarmee am 28. März 1945 unter deutscher Besatzung.
Während der Zeit des sozialistischen Jugoslawiens gehörte Bihać als Kreisstadt zur innerhalb Jugoslawiens neu gebildeten Sozialistischen Republik Bosnien und Herzegowina und entwickelte sich zum wirtschaftlichen und Verwaltungszentrum in Nordwestbosnien.

### Ab 1990
Im Bosnienkrieg bildete das Gebiet um Bihać 1992 bis 1995 eine von serbischen Milizen aus der Republika Srpska auf der einen und aus der Republik Serbische Krajina auf der anderen Seite umzingelte Enklave, die sich über die gesamte Länge des Krieges unter der Kontrolle bosnischer Regierungstruppen befand und zur UN-Schutzzone erklärt wurde. Zeitweise wurde von Verantwortlichen um Fikret Abdić aus dem nördlich der Stadt gelegenen Gebiet ein Sonderfrieden mit den Belagerern vereinbart. Dies wurde jedoch von der Führung des bosnischen Armeekorps in Bihać abgelehnt, was zeitweilig zu Kämpfen zwischen bosniakisch dominierten Truppen führte. Im Sommer 1995 verschärfte sich die Lage der Enklave Bihać dramatisch. Laut damaligen Schätzungen der UNO drängten sich rund 150.000 Flüchtlinge in der Enklave, die nun verstärkt unter serbischem Artilleriebeschuss lag und in die die Serben ihre Stellungen vorantrieben. Auch internationale Beobachter rechneten bereits im Juli 1995 für Bihać mit einer humanitären Katastrophe.
Am 4. August 1995 begann die kroatische Armee in einer groß angelegten Militäroffensive, Militäroperation Oluja, mit der Rückeroberung der serbisch besetzten Gebiete in Kroatien. Diese Operation dauerte vier Tage; die gesamte Republik Serbische Krajina wurde wieder in kroatisches Hoheitsgebiet integriert. Die drohende Gefahr für die bisherige Enklave Bihać war durch diese kroatische Offensive in letzter Minute abgewendet. Gleichzeitig, wohl in koordinierter Militäroperation, kämpften kroatische und bosnische Einheiten auch in Westbosnien erfolgreich gegen die serbischen Einheiten, die sich immer stärker in die Defensive gedrängt sahen. In wenigen Wochen war ganz Westbosnien wieder in der Hand der bosnisch-kroatischen Föderation, das bosnische Kernland konnte fortan wieder mit dem Gebiet Bihać verbunden werden.
Am 24. Juli 2014 bekam Bihać vom Parlament der Föderation Bosnien und Herzegowina den Status einer Stadt (Grad) zugewiesen.
Seit der Flüchtlingskrise in Europa ab 2015 wird Bihać von Migranten als Aufenthaltsort vor dem Grenzübertritt in die Europäische Union genutzt. Im Sommer 2019 erregten insbesondere Berichte über menschenunwürdige Zustände im auf dem Gemeindegebiet befindlichen Flüchtlingslager Vučjak größere mediale Aufmerksamkeit. So gab es dort laut Augenzeugen keinen Strom, kaum genug Nahrung und keine Sanitäranlagen. Fast alle Bewohner litten unter Krätze und waren anderweitig krank. Im November 2019 verhängte die Regionalregierung des Kantons Una-Sana eine Ausgangssperre über Vučjak und ein weiteres Lager nahe Bihać, nachdem in der Region mehr Straftaten registriert wurden und Anwohner protestierten. Nach Darstellung bosnischer Medien begingen Flüchtlinge vor allem Einbrüche in Häuser sowie Lebensmittel- und Autodiebstähle. Unter den Flüchtlingen hatte es ebenfalls Gewaltkonflikte gegeben. Nachdem etwa 500 der 600 Migranten bzw. Bewohner im Camp am 5. Dezember in einen Hungerstreik getreten waren, löste Bosnien das Flüchtlingslager am 10. Dezember auf. Die 600 Bewohner wurden in eine ehemalige Kaserne gebracht.
2020 entstand etwa 25 Kilometer vom Stadtzentrum entfernt das Flüchtlingslager Lipa, das zu einem dauerhaften Aufnahmezentrum werden sollte. Auch dort herrschten menschenunwürdige Zustände; es gab weder Strom noch Wasserleitungen. Während der Räumung des nicht winterfesten Lagers am 23. Dezember 2020 wurden Zelte und Container in Brand gesteckt. Viele Flüchtlinge hatten danach keine Unterkunft mehr; vorübergehend lebten etwa 3000 bis 4000 auf der Straße oder in den umliegenden Wäldern. Anwohner protestierten gegen Pläne, ein geschlossenes Lager im Stadtzentrum vorübergehend wieder zu öffnen.

## Stadtgliederung
Nord:
- Bakšaiš
- Hatinac

Ost:
- Gornje Prekounje
- Donje Prekounje
- Brklja
- Čavkići

Süd:
- Luke

West:
- Ceravci
- Ozimice I
- Ozimice II
- Repušine

Zentrum:
- Altstadt/Zentrum

## Bevölkerung
Bei der Volkszählung von 1991 hatte die Gemeinde Bihać 70.732 Einwohner. Davon bezeichneten sich 46.737 als Bosniaken (66,07 %), 12.689 als Serben (17,93 %) und 5.580 als Kroaten (7,88 %). Weitere 8 % gaben an, entweder Jugoslawen oder anderer Nationalität zu sein bzw. machten keine Angaben.
Zur Volkszählung 2013 – der ersten nach dem Bosnienkrieg – hatte Bihać nurmehr 56.261 Einwohner, davon 49.550 Bosniaken (88,1 %), 3265 Kroaten (5,8 %) und 910 Serben (1,6 %).

## Kultur und Sehenswürdigkeiten

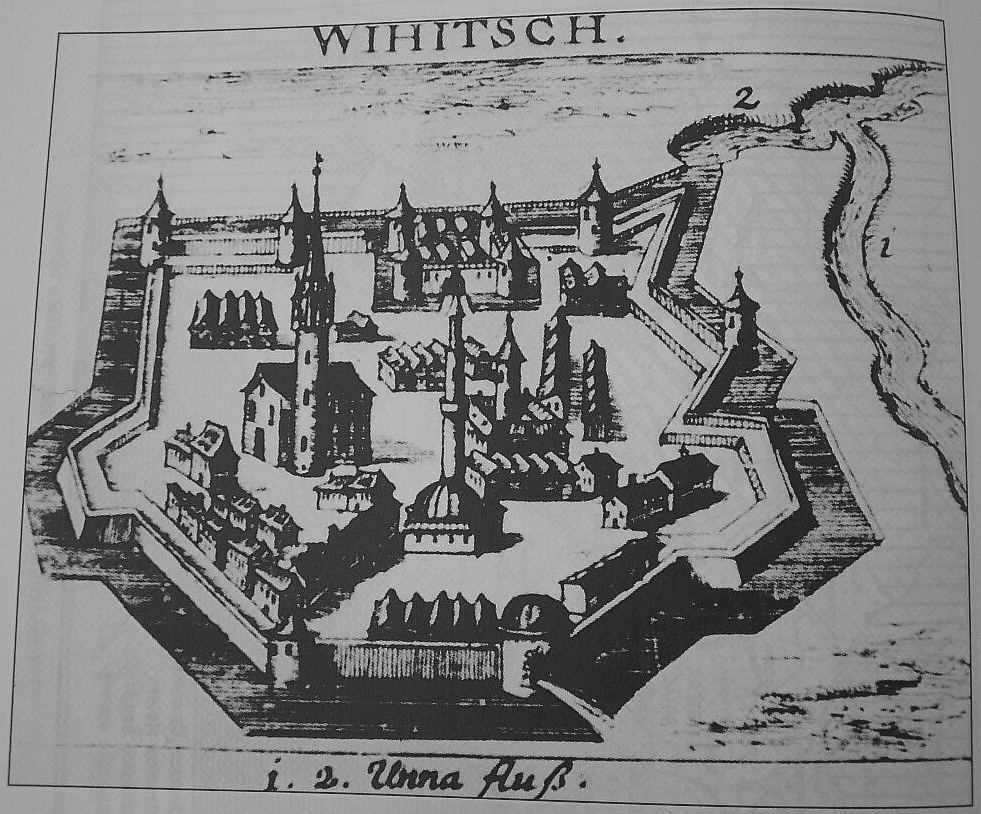
Bihać (Wihitsch) nach der osmanischen Eroberung, Kupferstich von 1686

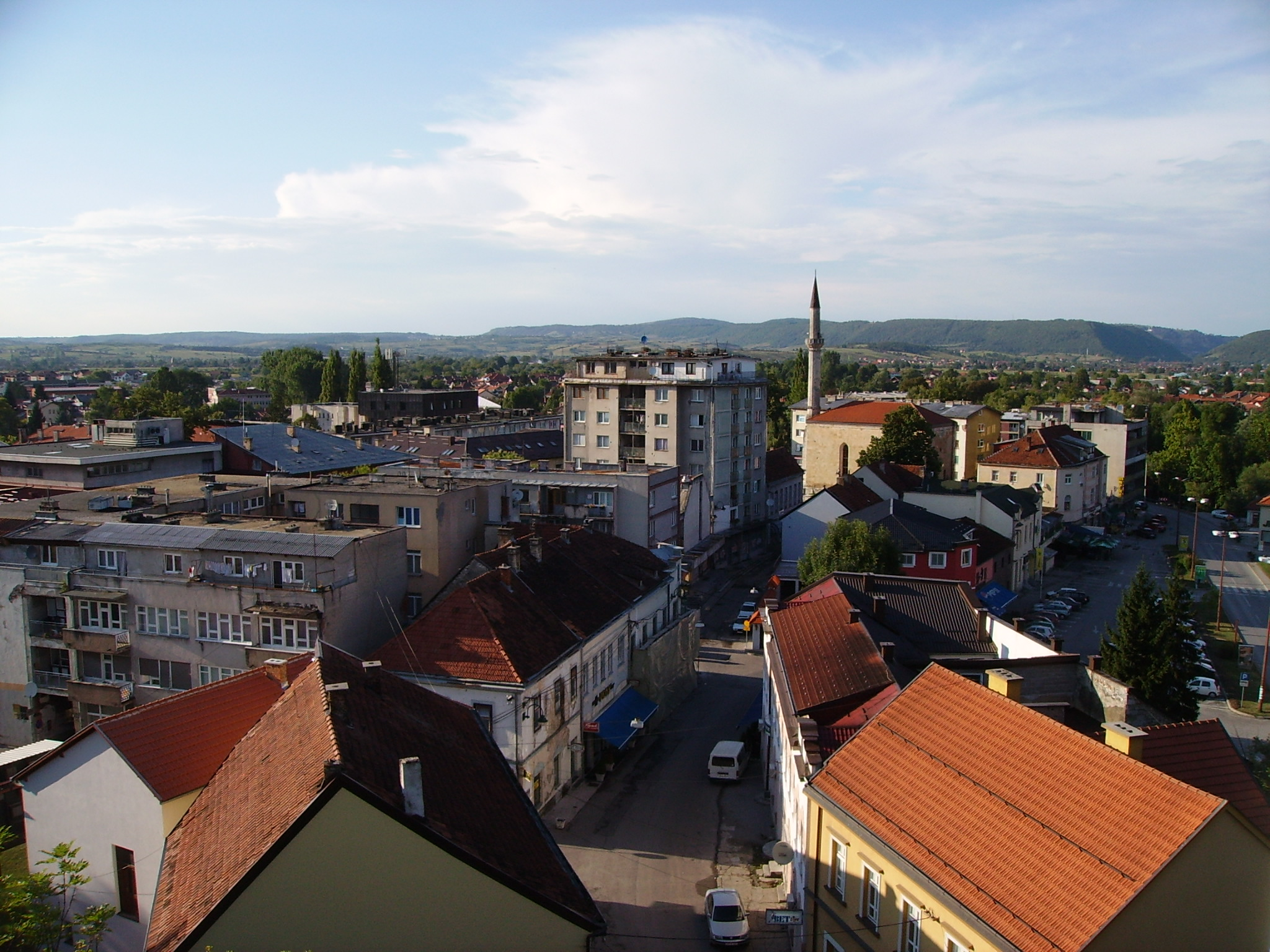
Blick auf die Innenstadt von Bihać

Die sehenswerte Altstadt befindet sich auf dem linken Ufer der Una und wurde auf einem Hügel erbaut, der die Talebene der Una überblickt.
Zu den Sehenswürdigkeiten gehört die Kirche des hl. Antonius, von der seit dem Zweiten Weltkrieg nur noch der Kirchturm und einige Grundmauern des Kirchenschiffs erhalten sind. Der Antonius-Kirchturm – von den Einwohnern auch einfach als Bihaćka kula („Bihaćer Turm“) bezeichnet – ist jenes Bauwerk der Altstadt, welches die Stadtsilhouette beherrscht.
Unmittelbar neben dem Kirchturm befindet sich am südlichen Ausgang der Altstadt der Kapitänsturm, ein trutziges Überbleibsel der mittelalterlichen Stadtbefestigung, in dem heutzutage ein Museum zur Stadtgeschichte untergebracht ist. Im südlichen Teil der Altstadt sind zudem die alten Stadtmauern erhalten.
Nördlich der Altstadt befindet sich auch die Fethija-Moschee, ursprünglich eine gotische Kirche, die 1592 zu einer Moschee umgebaut wurde.

### Bildungseinrichtungen
Bihać ist Sitz der Universität Bihać.

### Regelmäßige Veranstaltungen
Seit 1998 im Juni findet jährlich das Theaterfestival Bihaćko ljeto („Bihaćer Sommer“) statt. Im Juli wird auf dem Flussabschnitt der Una oberhalb von Bihać die internationale Una regata veranstaltet.

## Wirtschaft
Im ehemaligen Jugoslawien wurde Bihać zur Industriestadt entwickelt. Fabriken wie Kombiteks, Krajinametal und Polietilenka waren Träger der wirtschaftlichen Entwicklung. Heute ist Bihać der Sitz einer der größten Brauereien in Bosnien und Herzegowina, die zwei Biermarken, Preminger und Unski biser produziert. Die Bihać Molkerei, die der deutschen Firma Meggle gehört, ist eines der führenden Unternehmen in Bosnien und Herzegowina. BIRA (Bihać Branche Kühlanlagen) ist einer der erfolgreichen exportorientierten Fabriken in Bosnien und Herzegowina. Heute werden signifikante Ergebnisse in der Tourismusbranche erreicht. Bihać Rafting auf dem Fluss Una gilt als einer der besten in der Region. Der Agrarsektor lebt von seinem fruchtbaren Boden.

### Verkehr

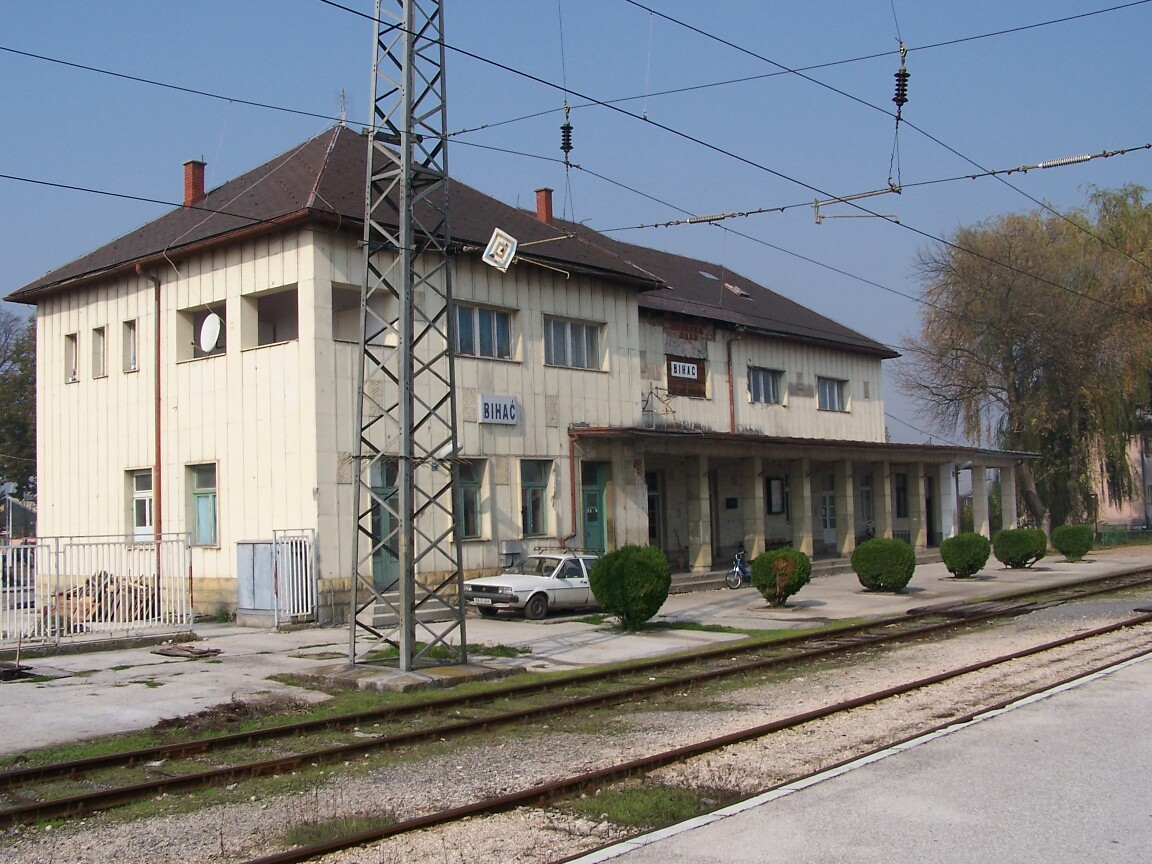
Bahnhof von Bihać

Bihać stellt den wichtigsten Verkehrsknotenpunkt im Nordwesten des Landes dar. Es liegt an der Kreuzung der Magistralstraßen 5 nach Jajce und Sarajevo und 14 nach Bosanska Krupa und Novi Grad. Über den 13 km vom Stadtzentrum entfernten Grenzübergang Izačić ist die Stadt mit der kroatischen Nationalstraße D1 (Zagreb–Split) verbunden. Ein weiterer Grenzübergang nach Kroatien befindet sich südlich der Stadt in Richtung Donji Lapac.
Die Stadt verfügt über einen Bahnhof an der Una-Bahn, der sich im östlichen Teil der Stadt befindet. Aktuell gibt es keinen Personenverkehr auf der Strecke Novi Grad – Bihac – Knin.
2023 soll der in Bau befindliche zivile Flughafen Bihać eröffnet werden.

## Persönlichkeiten
- Erna Sailer (1908–2004), österreichische Juristin und Diplomatin
- Borislav Stanković (1925–2020), Basketballspieler,-trainer und -funktionär
- Milan Muškatirović (1934–1993), Wasserballspieler
- Nikola Stipić (* 1937), Fußballspieler
- Ekrem Čaušević (* 1952), Universitätsprofessor und Übersetzer
- Irfan Ljubijankić (1952–1995), Politiker und Diplomat, Gesichtschirurg und Komponist
- Sead Lipovača (* 1955), Frontmann der Band Divlje Jagode
- Alen Islamović (* 1957), Rockmusiker und -sänger (Divlje Jagode, Bijelo Dugme)
- Faruk Šehić (* 1970), Schriftsteller und Journalist
- Mehmed Abdulahovic (* 1971), Schauspieler
- Nihad Hasanović (* 1974), Schriftsteller und Übersetzer
- Alen Bešić (* 1975), Literaturkritiker, Übersetzer und Dichter
- Azra Kolaković (1977–2017), Turbo-Folk-Sängerin und Komponistin
- Miron Muslić (* 1982), bosnisch-österreichischer Fußballspieler und -trainer
- Ena Kadić (1989–2015), Miss Austria 2013
- Selma Selman (* 1991), Künstlerin und Aktivistin
- Džanan Musa (* 1999), Basketballspieler
- Belmin Beganović (* 2004), Fußballspieler
- Eman Liđan (* 2005), Fußballspieler

## Abbildungen

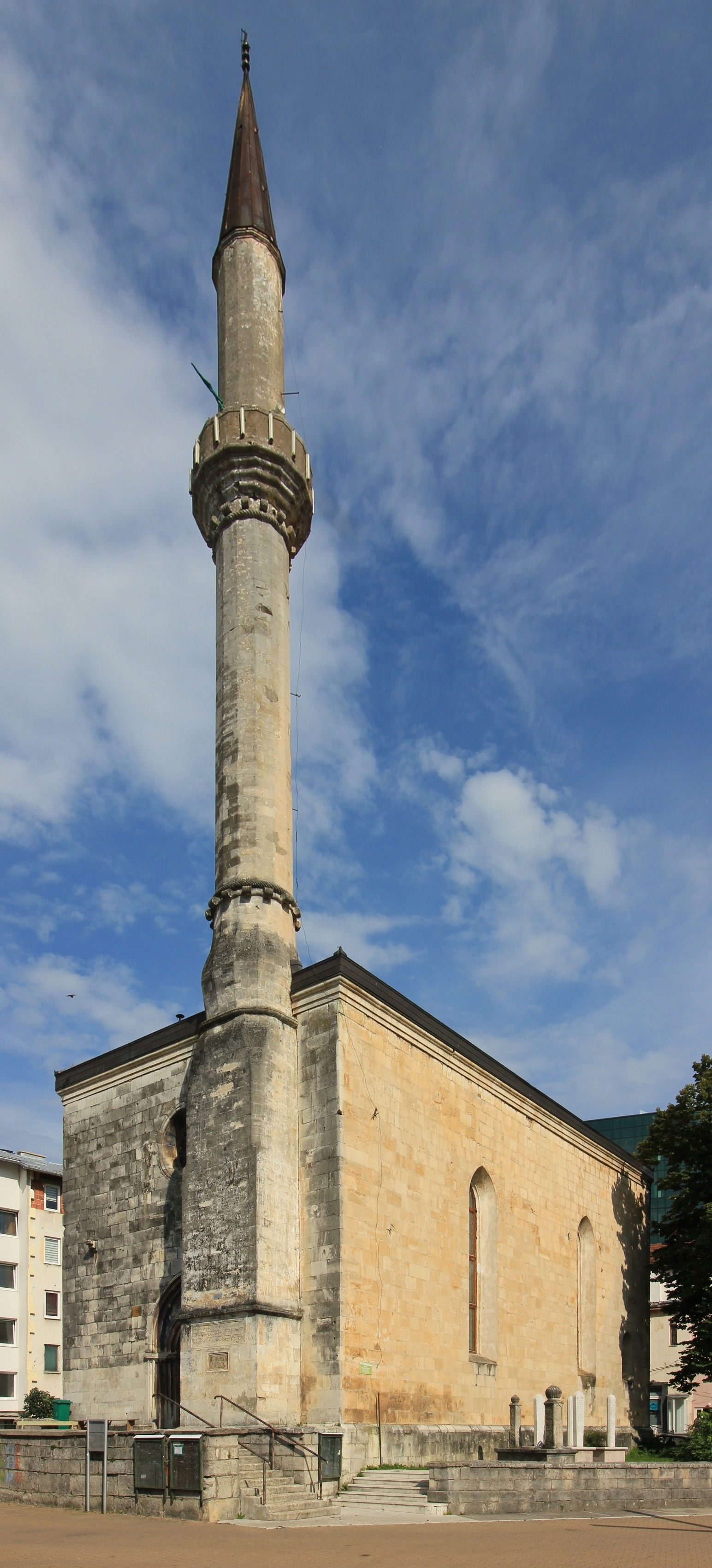
Fethija-Moschee im nördlichen Teil der Altstadt
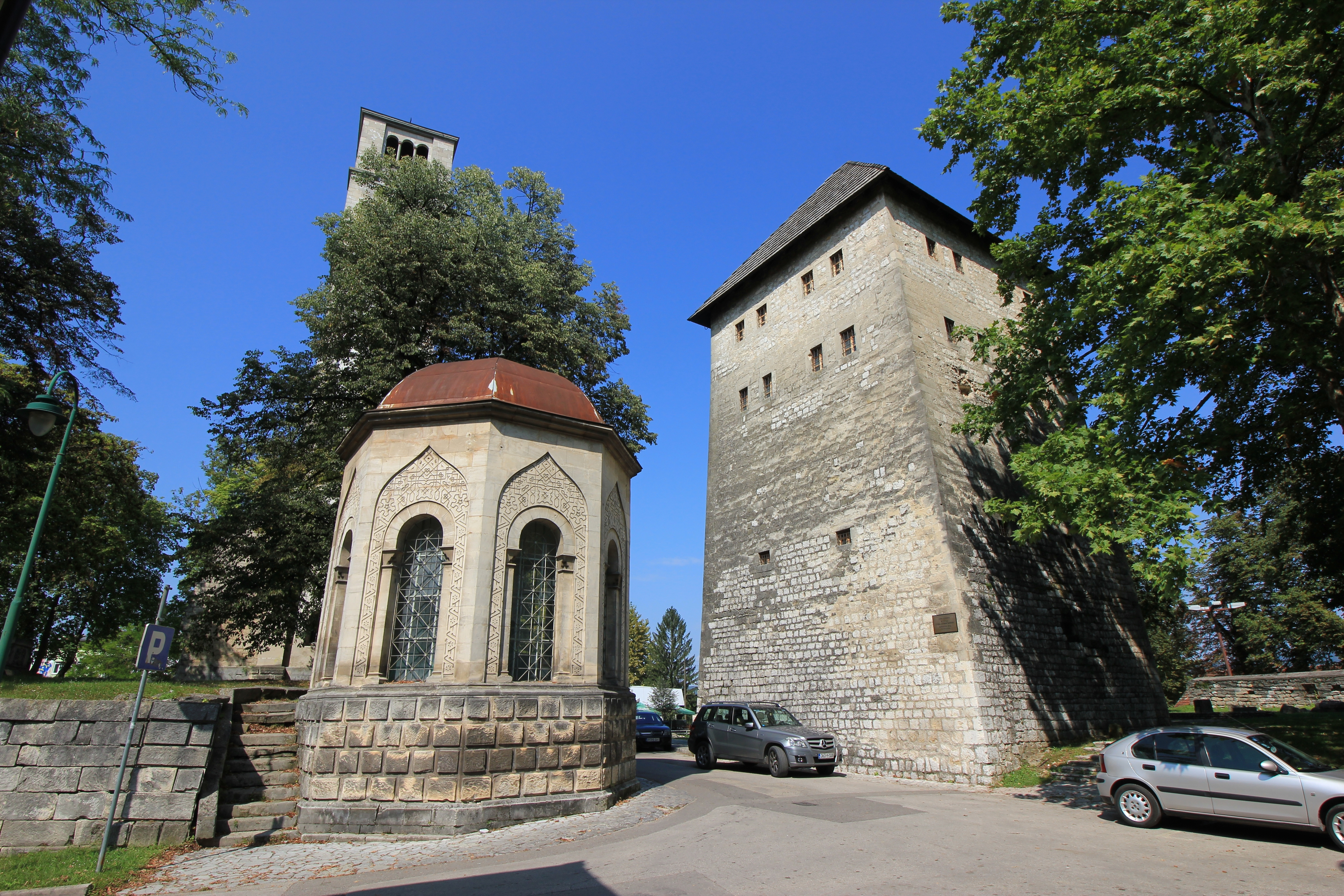
Der Kapitänsturm (rechts) und die Turbe im Stadtzentrum
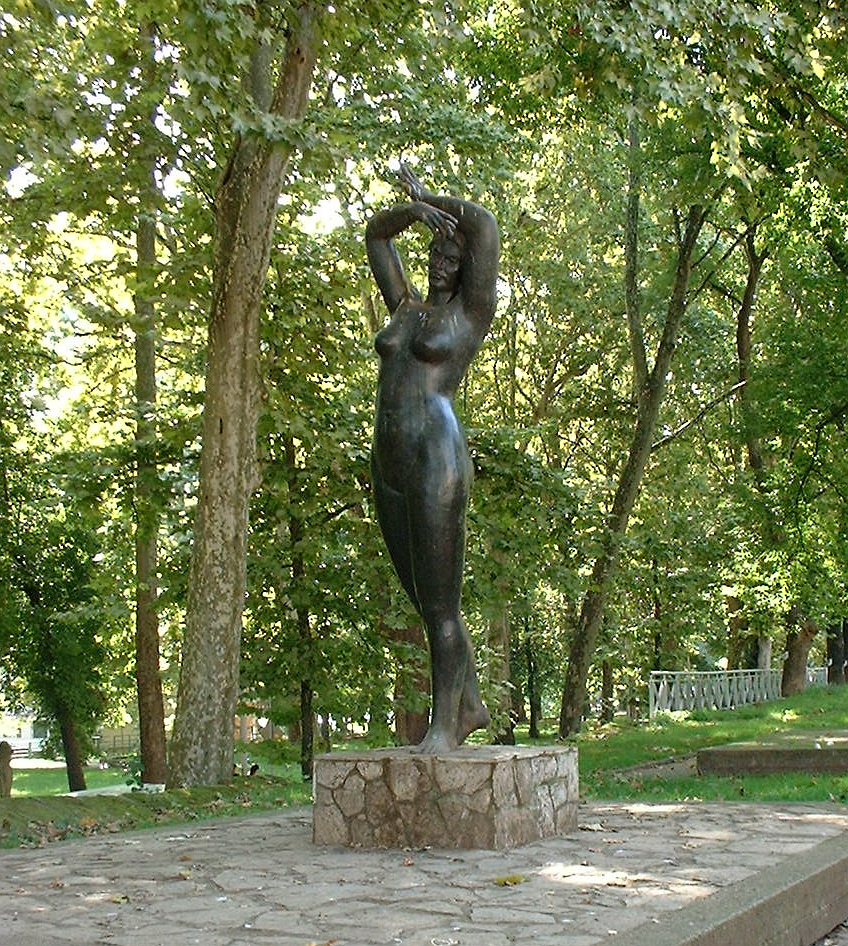
„Djevojka sa Une“
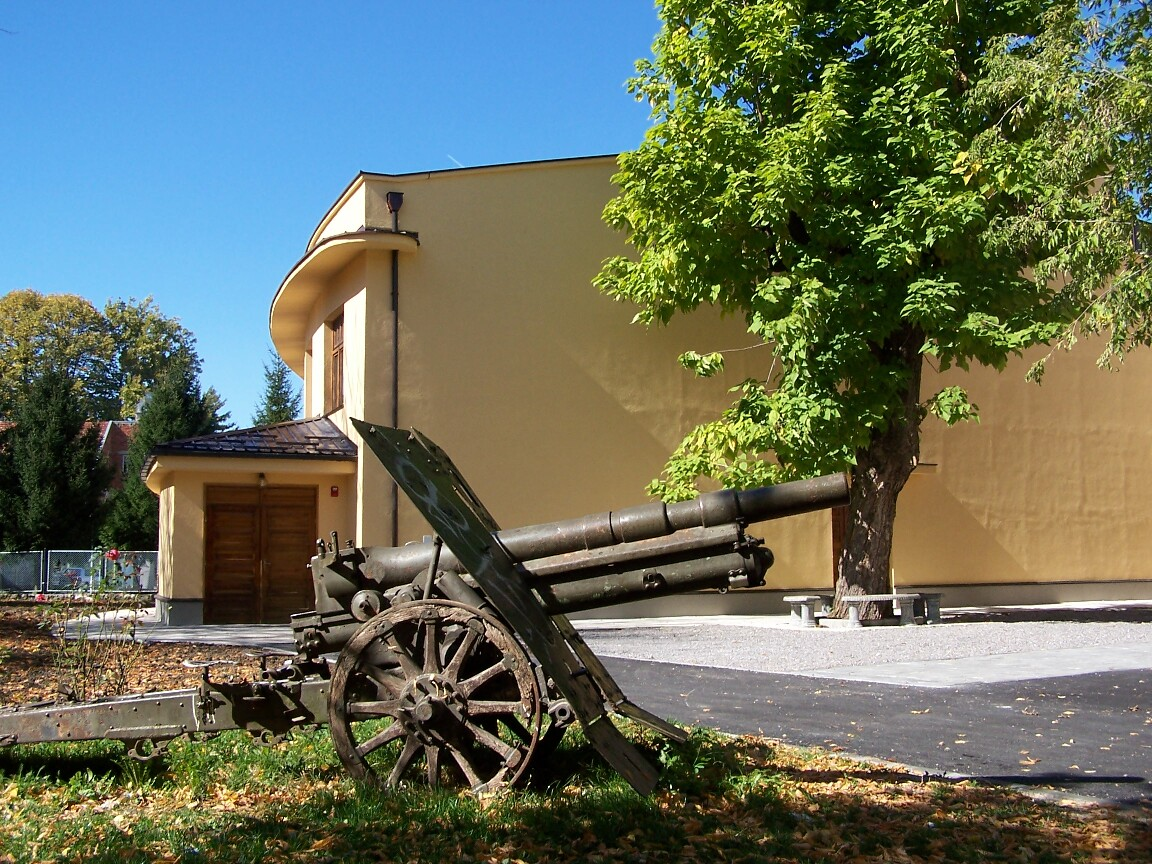
AVNOJ-Museum in Bihać

## Partnerstädte
Bondeno
 Hamm
 Kikinda
 Kuşadası
 Novo mesto
 Villefranche-de-Rouergue